# 웨일 (가수)

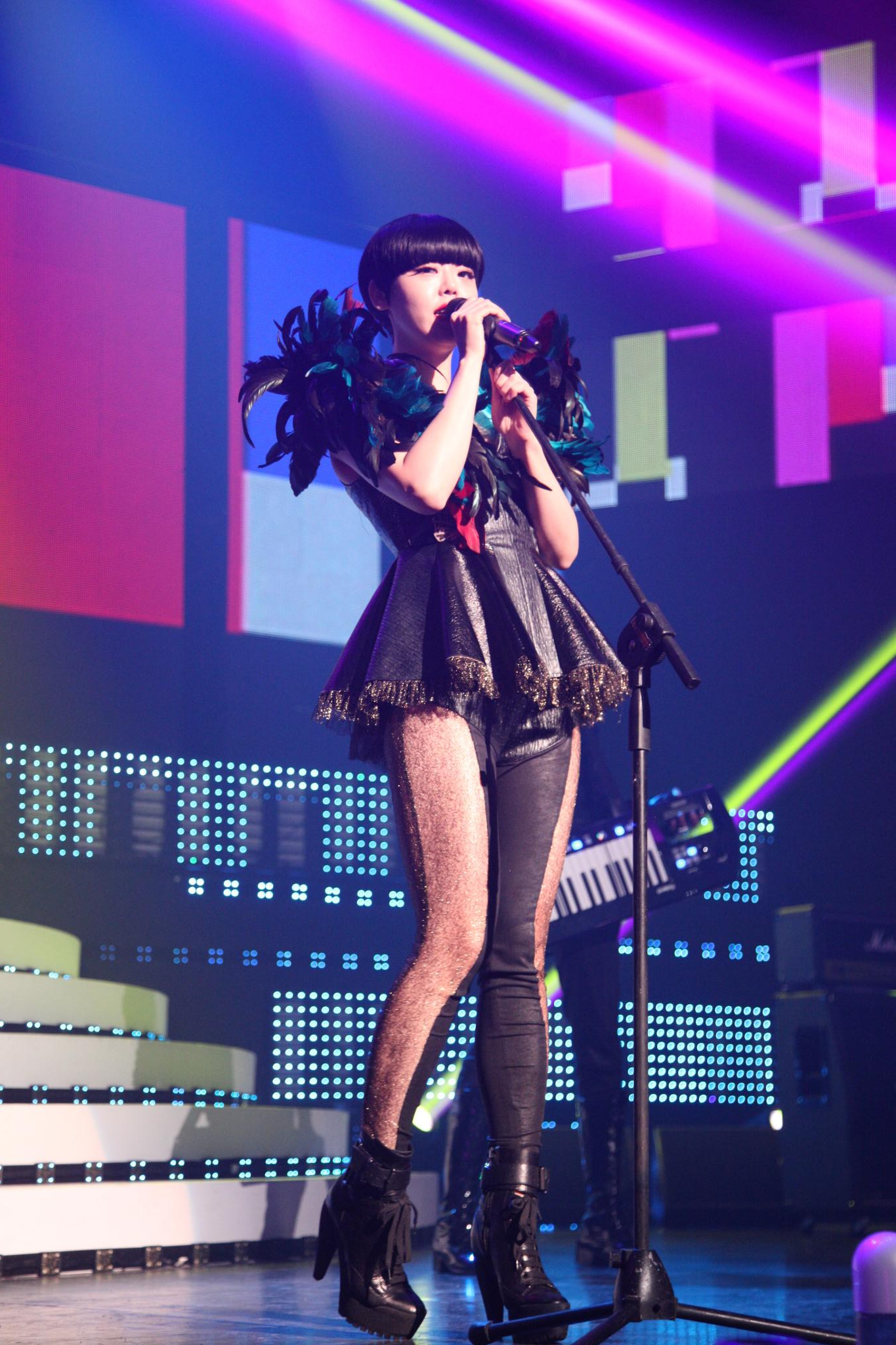
웨일

웨일(Whale, 본명 박은경, 1985년 3월 6일 ~ )은 대한민국의 일렉트로니카 가수로, 더블유 앤 웨일(W & Whale)에서 보컬과 기타 연주를 맡았다가 2012년에 탈퇴하였다. 2007년 MBC 드라마 케 세라 세라 OST로 데뷔했다. 소속사는 플럭서스 뮤직이다. 2017년 첫 솔로 앨범 Tremulous Star를 공개했으며, 비정규 앨범으로는 2AM의 멤버 조권과 함께 이승환의 덩크슛을 리메이크한 '환타스틱(Hwantastic) 프로젝트 Vol. 2'(2009년 9월 29일 발매)라는 음반이 있다.

## 활동
2008년 R.P.G Shine은 W & Whale 이 부른 노래로 모통신사의 방송 배경음악으로 사용되어 많은이들의 주목을 받기도 하였다. 2008년 1월 14일에는 영화 뜨거운 것이 좋아의 OST를 W & Whale이 담당하여 총 15개의 OST를 제작했다.
2012년에는 W와의 계약만료로 인한 솔로 활동을 시작하며 홍대공연, SNS 등에서  활동했다.
2015년 W와 함께 다시 W & Whale로 카우걸을 위한 자장가를 발표하고 활동했다. 2017년 3월 6일 첫 EP Tremulous Star를 공개했다.

## 방송
- 2017년  MBC 복면가왕 주먹쥐고 노래해 포카혼타스 (참가자)